# بالحجم العائلي (مسلسل)
بالحجم العائلي مسلسل تلفزيوني مصري درامي.

## القصة
تدور أحداث المسلسل بشكل رئيسى حول عائلة "نادر التركي" (يحيى الفخراني) الدوبلوماسي الذي يترك منصبه لتحقيق حلمه في مجال الطهو، فنظرًا لحبه الشديد للمأكولات الشعبية والشرقية بمختلف أنواعها يقرر بناء فندق كبير في مدينة مرسى علم يقدم فيه أشهى وأحسن الأطعمة لزبائن الفندق. من ناحية أخرى فإن تركه لوظيفته الأولى يتسبب في خلاف بينه وبين زوجته التي تجسد شخصيتها ميرفت أمين، يؤدي إلى الانفصال بينهما وحدوث تفكك كبير في عائلته. يحاول نادر في إصلاح ذلك، حيث أنه بعد الانتهاء من تجهيزات الفندق وافتتاحه، يقرر أن يستدعي أفراد عائلته بما فيهم طليقته للإقامة معه في الفندق الذي أنشأه، أملًأ منه في أن يحدث تقارب في وجهات النظر بينهم لتعود الحياة كما كانت عليه من قبل، خصوصًا أن لكل واحد من أبنائه عقلية واتجاه مختلفين عن الآخر. إبنته مثلًا تعيش حياة منفتحة لأنها تعلمت في الخارج، وابنه شاب قررت أمه ميرفت أمين أن يلتحق بالسلك الدبلوماسي نظًرا لأنها من عائلة مرموقة وكبيرة ولديها شغف كبير بالشكليات والمظاهر. يصطدم "نادر" بكل هذا أثناء فترة إقامتهم معه في الفندق، ولكنه لا ييأس ويحاول إيجاد حلول جذرية ليتمكن على إثرها من إرجاع الأمور إلى طبيعتها واستعادة عائلته من جديد.

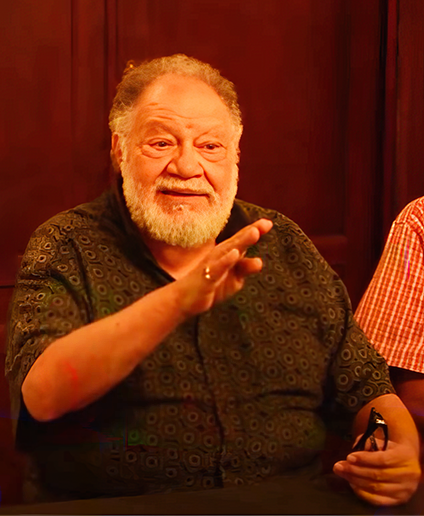
يحيى الفخراني في دور نادر التركي

## طاقم العمل
- يحيى الفخراني
- ميرفت أمين
- يسرا اللوزي
- أحمد مجدي
- شيماء سيف
- ندى موسى
- سامي مغاوري
- ليلى عز العرب
- كارولين خليل
- رمزي لينر
- محمد مهران
- لطيفة فهمي
- ديانا هشام
- عمرو صالح
- عمر حسن يوسف

## هوامش
- يعد هذا المسلسل هو العمل الرابع الذي يتعاون فيه الفنان يحيى الفخراني والفنانة ميرفت أمين منذ آخر عمل لهم معًا منذ 31 عامًا، حيث تعاونا في فيلم (الأوباش) عام 1986، وفيلم (عودة مواطن) عام 1986، وفيلم (إمرأتان ورجل) عام 1987.

## وصلات خارجية
- صفحة مسلسل بالحجم العائلي على موقع السينما.كوم